# Akiaki
Akiaki è un atollo corallino dell'arcipelago delle isole Tuamotu nella Polinesia francese. Possiede una superficie di soli 1,3 km²
L'atollo più vicino è quello di Vahitahi, che si trova 41 chilometri a sud-est.
Akiaki è un piccolo atollo che si eleva poco al di sopra del livello del mare. È disabitato, nonostante ciò sono presenti delle piantagioni di cocco, visitate occasionalmente dalle popolazioni delle isole vicine.

## Storia
Il primo contatto europeo avvenne con Louis Antoine de Bougainville nel 1768, che nominò l'atollo Île des Lanciers. James Cook raggiunse queste isole l'anno successivo, denominandole Thrum Island.